# أنديرة صغيرة الأزهار
أنديرة صغيرة الأزهار (الاسم العلمي:Andira parviflora) هي نوع من النباتات تتبع جنس الأنديرة من الفصيلة البقولية.